# Округ Јума (Колорадо)
Јума (енгл. Yuma County) је округ у америчкој савезној држави Колорадо. По попису из 2010. године број становника је 10.043. Седиште округа је град Реј.

## Демографија
Према попису становништва из 2010. у округу је живело 10.043 становника, што је 202 (2,1%) становника више него 2000. године.
| Група             | 2000.         | 2010.         |
| Белци             | 8.474 (86,1%) | 7.824 (77,9%) |
| Афроамериканци    | 11 (0,1%)     | 18 (0,2%)     |
| Азијати           | 7 (0,1%)      | 23 (0,2%)     |
| Хиспаноамериканци | 1.268 (12,9%) | 2.088 (20,8%) |
| Укупно            | 9.841         | 10.043        |